# Carla Walschap
Carla Walschap (Antwerpen, 20 december 1932), geboren Caroline Walschap, is een Vlaamse schrijfster.  
Zij was het vierde kind van Gerard Walschap en was lerares technisch onderwijs aan een rijksmiddelbare school. Zij debuteerde in 1956 met de novelle 'Niet schreien, ouwe'. De novelle werd in 1957 bekroond met de Literatuurprijs van de gemeente Hilvarenbeek. In datzelfde jaar verscheen ook 'Het denneboompje dat niet tevreden was', een kinderboek met tekeningen van Etienne Morel. in 1958 verscheen de roman 'Hart om hart' en in 1963 verscheen haar roman 'Rozen van Jericho', waarin ze op een fijngevoelige manier over een homo-erotische verhouding schreef. Bij de herdruk in 1964 werd de titel veranderd in 'De eskimo en de roos'.  
In 1997 kwam bij het Davidsfonds de verhalenbundel 'Meer suers dan soets. Verhalen rond lief en leed.' uit. Die bundel verzamelde verhalen van verschillende  Vlaamse auteurs waaronder haar eerst verschenen novelle 'Niet schreien, ouwe'. In 1986 stelde ze samen met Veerle Daelman voor uitgeverij Manteau het 'Album Gerard Walschap' samen. In 1998 bereidde ze samen met haar broer Hugo Walschap de uitgave van de briefwisseling van haar vader voor onder de titel 'Brieven 1921 –1950'. In 2002 volgde, bij uitgeverij Nijgh & Van Ditmar, de tweede bundel van de briefwisseling van haar vader onder de titel 'Brieven 1951-1965' en ook 'Brieven 1966-1989'. 